# Back in Business
Back in Business – piąty studyjny album amerykańskiego duetu hip-hopowego EPMD. Album został wydany po reaktywacji zespołu. Został zatwierdzony jako złoto przez RIAA.

## Lista utworów
| Nr | Tytuł                       | Producent                    | Goście               |
| -- | --------------------------- | ---------------------------- | -------------------- |
| 01 | „Intro”                     | Erick Sermon                 |                      |
| 02 | „Richter Scale”             | Erick Sermon                 |                      |
| 03 | „Da Joint”                  | Erick Sermon, Rockwilder     |                      |
| 04 | „Never Seen Before”         | Erick Sermon                 |                      |
| 05 | „Skit”                      | Parrish Smith                |                      |
| 06 | „Intrigued”                 | Erick Sermon                 | Das EFX              |
| 07 | „Last Man Standing”         | Parrish Smith, Erick Sermon  |                      |
| 08 | „Get wit This”              | Erick Sermon                 |                      |
| 09 | „Do It Again”               | Erick Sermon                 |                      |
| 10 | „Apollo Interlude”          | Erick Sermon                 |                      |
| 11 | „You Gots 2 Chill ’97”      | Erick Sermon, Parrish Smith  |                      |
| 12 | „Put On”                    | DJ Scratch                   |                      |
| 13 | „K.I.M.”                    | Erick Sermon                 | Redman, Keith Murray |
| 14 | „Dungeon Master”            | Parrish Smith, 8-Off Agallah |                      |
| 15 | „Jane 5”                    | Parrish Smith                |                      |
| 16 | „Never Seen Before (Remix)” | Erick Sermon                 |                      |

## Sample
Richter Scale
- „Person to Person” – Average White Band
- „Jungle Boogie” – Kool & the Gang
- „California Love” – 2Pac

Da Joint
- „Think (About It)” – Lyn Collins
- „Think” – Aretha Franklin
- „Help Me Make It Through the Night” – Gladys Knight & the Pips

Never Seen Before
- „Just Kissed My Baby” – The Meters
- „Timebomb” – Public Enemy

Last Man Standing
- „Midnight Groove” – Love Unlimited Orchestra
- „Hell on Earth (Front Lines)” – Mobb Deep

Get Wit This
- „Big Beat” – Billy Squier

Do It Again
- „Funkin 4 Jamaica” – Tom Browne

You Gots to Chill ’97
- „Jungle Boogie” – Kool & the Gang
- „More Bounce to the Ounce” – Zapp Band

K.I.M.
- „XL symfonia g-moll (KV 550)” – Wolfgang Amadeus Mozart

Jane 5
- „Mary Jane” – Rick James
- „Papa Was Too (Live)” – Joe Tex
- „Who Killed Jane?” – EPMD

Never Seen Before (Remix)
- „Watching You” – Slave

## Notowania

### Notowania albumu
| Rok  | Album            | Notowania     | Notowania              | Notowania |
| Rok  | Album            | Billboard 200 | Top R&B/Hip Hop Albums |           |
| 1997 | Back In Business | 16            | 4                      |           |

### Notowania singli
| Rok  | Utwór           | Notowania         | Notowania                        | Notowania       | Notowania                          |
| Rok  | Utwór           | Billboard Hot 100 | Hot R&B/Hip-Hop Singles & Tracks | Hot Rap Singles | Hot Dance Music/Maxi-Singles Sales |
| 1997 | "Da Joint"      | 94                | 45                               | 17              | 5                                  |
| 1997 | "Richter Scale" | -                 | 62                               | -               | -                                  |